# Dominika Napieraj
Dominika Napieraj (ur. 12 grudnia 1991) – polska lekkoatletka specjalizująca się w biegach długodystansowych.
Wielokrotna medalistka mistrzostw Polski w biegach przełajowych, stadionowych oraz ulicznych. Wielokrotna medalistka młodzieżowych i akademickich mistrzostw Polski. Reprezentuje barwy AZS-AWF Wrocław. Rozpoczęła regularne treningi jesienią 2011 roku, w wieku dwudziestu lat.
Na mistrzostwach świata w biegach przełajowych w 2013 roku w Bydgoszczy zajęła 73. miejsce.
W tym samym roku startowała na 5000m w 9. Młodzieżowych Mistrzostwach Europy w Tampere oraz w 20. Mistrzostwach Europy w biegach przełajowych w Belgradzie (bieg U23), gdzie zajęła kolejno pozycje 23. oraz 34.
W 2016 roku nie ukończyła półmaratonu podczas Mistrzostw Europy w Amsterdamie.

## Rekordy życiowe
| Konkurencja           | Data i miejsce                   | Wynik    |
| --------------------- | -------------------------------- | -------- |
| bieg na 1500 metrów   | 28 maja 2016, Warszawa           | 4:22,11  |
| bieg na 3000 metrów   | 7 maja 2016, Wrocław             | 9:04,54  |
| bieg na 5000 metrów   | 5 czerwca 2016, Birmingham       | 15:41,47 |
| bieg na 5 kilometrów  | 10 kwietnia 2016, Korschenbroich | 15:53    |
| bieg na 10 000 metrów | 16 maja 2015, Wieliczka          | 33:53,40 |
| bieg na 10 kilometrów | 22 maja 2016, Manchester         | 32:22    |
| półmaraton            | 20 marca 2016, Lizbona           | 1:12:07  |